# Цена стабильности
В теории игр цена стабильности (англ. price of stability, PoS) — отношение оптимального значения целевой функции в одном из её равновесных состояний и оптимального исхода. Цена стабильности имеет смысл для игр, в которых присутствует некий объективный авторитет, который может немного влиять на игроков и, возможно, помогать им прийти к хорошему равновесию Нэша. При измерении эффективности равновесия Нэша в какой-либо игре имеет смысл рассматривать и цену анархии (англ. Price of Anarchy, PoA).

## Примеры
PoS можно выразить следующим образом:
{\displaystyle PoS={\frac {N}{S}},\ PoS\geqslant 0.}
Здесь {\textstyle N} — значение лучшего равновесия Нэша, {\textstyle S} — значение оптимального решения.
В приведённой ниже игре «Дилемма заключённого» игроки не всегда будут сотрудничать друг с другом, даже если это в их интересах, поскольку имеется единственное равновесие ({\textstyle B}, {\textstyle R}), мы имеем {\displaystyle PoS=PoA={\tfrac {1}{2}}}.
|                | {\textstyle L} | {\textstyle R} |
| -------------- | -------------- | -------------- |
| {\textstyle T} | (2,2)          | (0,3)          |
| {\textstyle B} | (3,0)          | (1,1)          |

Этот пример является версией игры «битва полов». В нем имеются две точки равновесия, ({\textstyle T}, {\textstyle L}) и ({\textstyle B}, {\textstyle R}) со значениями 3 и 15 соответственно. Оптимальным значением является 15. Тогда {\displaystyle PoS=1}, в то время как {\displaystyle PoA={\tfrac {1}{5}}}.
|                | {\textstyle L} | {\textstyle R} |
| -------------- | -------------- | -------------- |
| {\textstyle T} | (2,1)          | (0,0)          |
| {\textstyle B} | (0,0)          | (5,10)         |

## Предпосылки и вехи
Цену стабильности первыми изучили А. Шульцан и Н. Мозес, а сам термин появился в работах Е. Аншелевича. Они показали, что равновесие Нэша всегда существует в чистых стратегиях, и цена стабильности этой игры не превосходит n-го гармонического числа в ориентированных графах. Для неориентированных графов Аншелевич и другие представили определили жёсткую границу стабильности в 4/3 для случая одного источника и двух игроков. Йен Ли доказал, что для таких графов с различными точками назначения для всех игроков, с которыми все игроки должны иметь связь, цена стабильности потока игры на построение сети Шепли равна {\displaystyle O(\log n/\log \log n),} где {\displaystyle n} — число игроков. С другой стороны, цена анархии для игры равна примерно {\displaystyle n}.

## Игры на построение сети

### Условия игры
Игры построения сети имеют естественное обоснование для цены стабильности. В этих играх цена анархии может быть намного меньше цены стабильности.
Пример следующей игры:
- {\displaystyle n} игроков;
- целью каждого {\displaystyle i}-го игрока является соединение вершин {\displaystyle s_{i}} и {\displaystyle t_{i}} в ориентированном графе {\displaystyle G=(V,E)};
- стратегиями {\displaystyle P_{i}} для игрока являются все пути из {\displaystyle s_{i}} в {\displaystyle t_{i}} в графе {\displaystyle G};
- каждая дуга имеет цену {\displaystyle c_{i}};
- «справедливое распределение цен»: Если {\displaystyle n_{e}} игроков выбирают дугу {\displaystyle e}, то цена {\displaystyle d_{e}(n_{e})={\frac {c_{e}}{n_{e}}}} распределяется равно между ними;
- цена для игрока составляет {\displaystyle C_{i}(S)=\sum _{e\in P_{i}}{\frac {c_{e}}{n_{e}}}};
- социальная цена равна сумме цен для игроков: {\displaystyle SC(S)=\sum _{i}C_{i}(S)=\sum _{e\in S}n_{e}{\frac {c_{e}}{n_{e}}}=\sum _{e\in S}c_{e}}.

Игра на построение сети с ценой анархии

### Цена анархии
Цена анархии может составлять {\displaystyle \Omega (n)}. Пример следующей игры на построение сети.

Патологическая цена стабильности игры

В этой игре есть 2 различных равновесия. Если все разделяют дугу {\displaystyle 1+\varepsilon }, то социальная цена равна {\displaystyle 1+\varepsilon }. Более того, это равновесие оптимально. Однако, разделение всеми дуги {\displaystyle n} является также равновесием Нэша. Любой агент имеет цену {\displaystyle 1} в равновесной стратегии, и переключение его на другую дугу повышает его цену до {\displaystyle 1+\varepsilon }.

### Нижняя граница цены стабильности
Здесь приведена патологическая игра с таким же поведением, но уже для цены стабильности. Присутствует {\displaystyle n} игроков, каждый из которых начинает с вершины {\displaystyle s_{i}} и пытается соединить её с вершиной {\displaystyle t}. Допустим, цены непомеченных дуг равны 0.
Оптимальной стратегией для всех игроков является общее использование дуги {\displaystyle 1+\varepsilon }, что даёт социальную цену {\displaystyle 1+\varepsilon }. Однако имеется единственная стратегия с равновесием Нэша для этой игры. В случае оптимальности, каждый игрок платит {\displaystyle \textstyle {\frac {1+\varepsilon }{n}}} и игрок 1 может уменьшить свою цену путём переключения на дугу {\displaystyle {\tfrac {1}{n}}}. Если это происходит, то игроку 2 становится выгодным переключиться на дугу {\displaystyle {\tfrac {1}{n-1}}} и так далее. В конце концов, агенты достигнут равновесия Нэша, оплачивая свою собственную отдельную дугу. Такое распределение имеет социальную цену {\displaystyle 1+{\tfrac {1}{2}}+\cdots +{\tfrac {1}{n}}=H_{n}}, где {\displaystyle H_{n}} является {\displaystyle n}-ым гармоническим числом, что равно {\displaystyle \Theta (\log n)}. Хотя это значение не ограничено, цена стабильности экспоненциально лучше цены анархии в этой игре.

### Верхняя граница цены стабильности
По определению игры на построение сети являются играми на переполнение, поэтому они допускают потенциальную функцию {\displaystyle \Phi =\sum _{e}\sum _{i=1}^{n_{e}}{\frac {c_{e}}{i}}}.
Теорема. [Теорема 19.13 из книги 1] Предположим, что существует константы {\displaystyle A} и {\displaystyle B}, такие, что для любой стратегии {\displaystyle S}
{\displaystyle A\cdot SC(S)\leqslant \Phi (S)\leqslant B\cdot SC(S).}
Тогда цена стабильности меньше {\displaystyle B/A}.
Доказательство. Глобальный минимум {\displaystyle NE} функции {\displaystyle \Phi } является равновесием Нэша, так что
{\displaystyle SC(NE)\leqslant 1/A\cdot \Phi (NE)\leqslant 1/A\cdot \Phi (OPT)\leqslant B/A\cdot SC(OPT).}
Социальная цена была определена как сумма цен по дугам, так что
{\displaystyle \Phi (S)=\sum _{e\in S}\sum _{i=1}^{n_{e}}{\frac {c_{e}}{i}}=\sum _{e\in S}c_{e}H_{n_{e}}\leqslant \sum _{e\in S}c_{e}H_{n}=H_{n}\cdot SC(S).}
Тривиально получаем {\displaystyle A=1} и вычисления выше дают {\displaystyle B=H_{n}}, так что можно привлечь теорему для верхней границы цены стабильности.